# Benjamin Kowalewicz
Benjamin Kowalewicz (* 16. prosinec 1975 v Montrealu, Ontario, Kanada) je frontman a zpěvák kanadské punk rockové skupiny Billy Talent

## Biografie
Benjamin Kowalewicz, původem Polák, se narodil 16. prosince 1975 v Montrealu. Dětství prožil v Streetsville, v provincii Ontario, ale nyní[kdy?] žije v Torontou. Navštěvoval střední školu Our Lady of Mount Carmel, kde původně hrál na bicí v kapele "To Each His Own". Zde údajně potkal Jonathana Gallanta.
V kapele potom dostal roli zpěváka a rytmického kytaristy. Kapela potřebovala za bubeníka náhradu a tak se přidal Aaron Solowoniuk. Tito tři pak přijali posledního člena Iana D'Sa a založili si vlastní kapelu, kterou nazvali "Pezz". Jako "Pezz" vydali své první album "Watoosh!" v roce 1998.
Po soudním sporu s americkou kapelou, která používala také jméno "Pezz", Kowalewicz předložil zbytku party nové jméno. Mělo jím být Billy Talent, též jméno jednoho hrdiny z filmu "Hard Core Logo" Michaela Turnera, založeném na knížce. Členové kapely nové jméno přijali, Ben se specializoval pouze na zpěv a tak vznikla skupina Billy Talent.
Přibližně ve stejné době Kowalewicz pracoval jako asistent v pořadu "The Ongoing History of New Music", moderovaném Alanem Crossem, na torontské rádio stanici "102,1 the Edge".

## Práce mimo kapelu
Ben spolupracoval na písničce "Smiling Politely" z alba "Hail Destroyer" od Cancer Bats. Také spolupracoval se skupinou Anti-Flag na písničce "Wake Up The Town", která se objevila jako bonusová nahrávka na albu Anti-Flag z roku 2008 "The Bright Lights of America" a také na videu "Supermana" od Goldfingera.